# Bandiera genovese
Bandiera genovese è il secondo album del gruppo rock genovese de La Rosa Tatuata.

## Tracce
1. Matto abbastanza – 3:05
2. Quello che ci capisci – 4:30
3. Tra le pagine di me – 1:48
4. Le cose che cambiano – 3:46
5. Due gocce – 3:27
6. Dulcinea – 3:17
7. Lontano dall'uscita – 3:52
8. Segreta nº 34 – 3:26
9. Rimini – 4:31
10. Nato negli anni '70 – 3:59
11. Niente di più di quello che ci capisci – 6:59